# Матарака
Матарака (порт. Mataraca) — муниципалитет в Бразилии, входит в штат Параиба. Составная часть мезорегиона Зона-да-Мата-Параибана. Входит в экономико-статистический микрорегион Литорал-Норти. Население составляет 8345 человек на 2016 год. Занимает площадь 184,188 км². Плотность населения — 40,19 чел./км².
Праздник города — 17 июля.

## История
Город основан в 1963 году.

## Статистика
- Валовой внутренний продукт на 2014 год составляет 191 000 000,00 реалов (данные: Бразильский институт географии и статистики)[1].
- Валовой внутренний продукт на душу населения на 2014 год составляет 23 615,23 реалов (данные: Бразильский институт географии и статистики)[1].
- Индекс человеческого развития на 2010 год составляет 0,536 (данные: Программа развития ООН)[2].

## География
Климат местности: тропический.